# P-Valley
P-Valley é uma série de televisão de drama estadunidense criada por Katori Hall e baseada na peça Pussy Valley. O programa é estrelado por Brandee Evans, Nicco Annan e Elarica Johnson. Estreou na Starz em 12 de julho de 2020 e foi renovado para uma segunda temporada duas semanas após seu lançamento. A segunda temporada estreou em 3 de junho de 2022.
P-Valley recebeu aclamação da crítica e ganhou indicações do GLAAD Media Awards, Independent Spirit Awards, TCA Awards e na NAACP Image Awards.

## Enredo
A série segue a vida de funcionários que trabalham em um clube de strip chamado The Pynk na cidade fictícia de Chucalissa, Mississippi. Pelo recinto, passam todos os tipos de pessoas: os esperançosos, os perdidos, os partidos, os jogadores, os belos e os condenados. 

## Elenco

### Principal
- Brandee Evans como Mercedes Woodbine, uma stripper veterana que planeja deixar o Pynk para abrir uma academia
- Nicco Annan como tio Clifford Sayles, o não-binário proprietário do Pynk passando por problemas financeiros que ameaçam a sobrevivência do clube
- Shannon Thornton como Keyshawn Harris / Miss Mississippi, uma dançarina e influenciadora que sofre abuso pelo namorado e pai de seu filho, Derrick
- Elarica Johnson como Hailey Colton / Autumn Night / Lakeisha Savage, uma sobrevivente do furacão que se muda para Chucalissa no Texas depois de perder sua filha
- J. Alphonse Nicholson como LaMarques / Lil Murda, um aspirante a rapper e o interesse amoroso do tio Clifford
- Parker Sawyers como Andre Watkins, um sócio de uma empresa de investimento comercial tentando garantir terras para o Cassino e Resort The Promised Land
- Harriett D. Foy como Patrice Woodbine, uma cristã devota, mãe de Mercedes, e recém-nomeada prefeita de Chucalissa
- Dan J. Johnson como Corbin Kyle, o coproprietário de um valioso pedaço de terra procurado para compra, e o meio-irmão de Wayne e Wyatt
- Tyler Lepley como Diamond (1ª temporada; recorrente 2ª temporada), segurança do Pynk e um veterano da Guerra do Iraque
- Marrocos Omari como Big L (2ª temporada; recorrente 1ª temporada), um funcionário do Pynk e tio Clifford conselheiro de confiança
- Dominic DeVore como Duffy (2ª temporada; recorrente ), ex-namorado de Gidget e interesse amoroso de Roulette
- Jordan M. Cox como Derrick Wright (2ª temporada; recorrente ), o namorado abusivo de Keyshawn
- Salmos Salazar como Whisper (2ª temporada) um novo dançarino no Pynk

### Recorrente
- Isaiah Washington como prefeito Tydell Ruffin (1ª temporada; convidado da 2ª temporada), prefeito de Chucalissa que está determinado a trazer desenvolvimento econômico para a cidade
- Skyler Joy como Gidget (1ª temporada; convidada 2ª temporada), uma ex-dançarina no Pynk
- Bertram Williams Jr. como Woddy, empresário de Lil Murda
- Brandon Gilpin como DJ Neva Scared, o DJ adolescente do The Pynk
- Loretta Devine como Earnestine Sayles, avó do tio Clifford e ex-proprietária do juke joint de Earnestine, renomeada para Pynk
- Azaria Carter como Terricka, filha de Mercedes e neta de Patrice
- Thomas Q. Jones como Mane, o líder da gangue Chefe-Fi-Chefe.
- Ashani Roberts como Dr. Britney Seagram-Watkins, esposa de Andre
- Josh Ventura como Wayne Kyle, filho de um proeminente empresário e coproprietário de uma plantação de algodão. Ele é irmão de Wyatt e meio-irmão de Corbin.
- Cranston Johnson como Montavius, ex-namorado abusivo de Hailey
- Blue Kimble como Roma, um executivo musical que trabalhou com Keyshawn e Lil' Murda.
- Gail Bean como Roulette, uma nova dançarina do Pynk (2ª temporada)
- John Clarence Stewart como Thaddeus Wilks / Big Teak (2ª temporada), um membro da gangue de Lil Murda, o Hurt Village Hustlas, recentemente libertado da prisão em liberdade condicional
- Shamika Cotton as Farrah (2ª temporada), esposa do cliente frequente da Mercedes, Coach
- Miracle Watts como Big Bone (2ª temporada), o novo bartender de Pynk

### Dançarinas do Pynk
- Cherokee M. Hall como Extra Extra, uma dançarina no Pynk
- Cmayla Neal como Jupiter, uma dançarina no Pynk
- Chinet Scott como Brazil, um dançarino no Pynk
- Sharae Monique Williams como Peanut Butter, uma dançarina no Pynk
- Melo J como Toy, dançarino no Pynk
- Joselin Reyes como Maite (1ª temporada) uma ex-costureira para os dançarinos Pynk.
- Toni Bryce como Nínive (2ª temporada), a atual costureira para os dançarinos Pynk.

### Convidados Especiais
- Megan Thee Stallion como Tina Snow (2ª temporada)
- Joseline Hernandez como Ela Mesma (2ª temporada)

## Episódios
| Temporada | Temporada | Episódios | Episódios | Originalmente exibido | Originalmente exibido |
| Temporada | Temporada | Episódios | Episódios | Estreia da temporada  | Final da temporada    |
| --------- | --------- | --------- | --------- | --------------------- | --------------------- |
|           | 1         | 8         | 8         | 12 de julho de 2020   | 6 de setembro de 2020 |
|           | 2         | 10        | 10        | 3 de junho de 2022    | 14 de agosto de 2022  |

## Recepção
O Rotten Tomatoes relatou um índice de aprovação de 100% para a 1ª temporada com base em 27 avaliações, com uma classificação média de 8,72/10. O consenso dos críticos do site diz: "Uma peça lírica deslumbrante de neo noir, P-Valley explora a vida invisível das strippers no Mississippi através do olhar singular do Katori Hall, celebrando a beleza da arte sem suavizar os desafios". No Metacritic, tem uma pontuação média ponderada de 85 de 100 com base em 16 críticas, indicando "aclamação universal".